# Rainha
Rainha es una marca brasileña de artículos deportivos, propiedad de BR Sports, holding con sede en São Paulo. Los productos de la marca 'Rainha' incluyen zapatillas y ropa.
Rainha en portugués significa “reina”.

## Historia
La historia de la empresa nace en 1934 cuando Saad & Cia, utilizando un nuevo proceso en el mercado manufacturero brasileño con tecnología de esterilización, lanzó al mercado el calzado deportivo. En las décadas siguientes la marca, ampliamente reconocida por una “antorcha” en su logotipo. En 1978, Alpargatas S.A. adquirió la marca.
A principios de la década de 1980, la marca ganó notoriedad y distribución con sus icónicos modelos Mont Car, Iate, Bullit y VL2500. Rainha dejó de ser sólo una marca élite, convirtiéndose en una marca de gran volumen, con el deporte como plataforma. Fue la primera marca deportiva en firmar un contrato de patrocinio con el club profesional Pirelli Santo André de Superliga Brasileira de Voleibol. En 1983, Rainha se convirtió en patrocinador del Gran Desafío de Voleibol, un partido amistoso entre Brasil contra la Unión Soviética celebrado en el Estadio Maracaná.
En 2015 la marca fue adquirida por "BR Sports", holding del Grupo Sforza, cuyo presidente era el empresario Carlos Wizard Martins.

## Patrocinios pasados
Rainha fue el proveedor oficial de equipamiento de varios equipos deportivos profesionales. La lista incluye los siguientes. 

### Fútbol

#### Equipos nacionales
- Paraguay (1984–86)

#### Clubes
- Londrina
- Atlético Mineiro (1981–82)
- Náutico
- Taubaté
- S. E. Matsubara

### Vóleibol

#### Equipos nacionales
- Brasil

#### Clubes
- Minas
- Pirelli Santo André